# Człowiek z marmuru
Człowiek z marmuru – polski film polityczny z 1976 roku w reżyserii Andrzeja Wajdy na podstawie scenariusza Aleksandra Ścibora-Rylskiego. Film ukazuje losy młodej studentki szkoły filmowej Agnieszki (Krystyna Janda), która zbiera materiały na potrzeby realizacji dokumentu o cenionym w latach 50. XX wieku przodowniku pracy Mateuszu Birkucie (Jerzy Radziwiłowicz) – fikcyjnej postaci wzorowanej na Piotrze Ożańskim. Prowadząc śledztwo dziennikarskie, Agnieszka poznaje prawdę o okolicznościach, w których Birkut został wypromowany na stachanowca oraz cenie, jaką zapłacił za swoje zaangażowanie w działania propagandowe władz realizujących budowę Huty im. Lenina (sztandarowej inwestycji planu sześcioletniego).
Wajda i Ścibor-Rylski planowali nakręcenie filmu o Birkucie jeszcze w latach 60. XX wieku, jednak pierwotny scenariusz nie mógł wówczas zostać zrealizowany. Wajda powrócił do projektu dopiero wówczas, gdy zapewnił sobie poparcie ze strony ministra kultury Józefa Tejchmy. Ten, ryzykując utratę stanowiska, wyraził zgodę na produkcję i rozpowszechnianie filmu, dzięki czemu – pomimo negatywnych recenzji – obejrzało go w Polsce 2,5 miliona widzów. Człowiek z marmuru trafił również na Festiwal Filmowy w Cannes, na którym po pokazie poza konkursem otrzymał nagrodę FIPRESCI. W 1981 roku Wajda nakręcił kontynuację filmu pod tytułem Człowiek z żelaza, której akcja toczy się w 1980 roku w Gdańsku w czasie wydarzeń sierpniowych.

## Fabuła

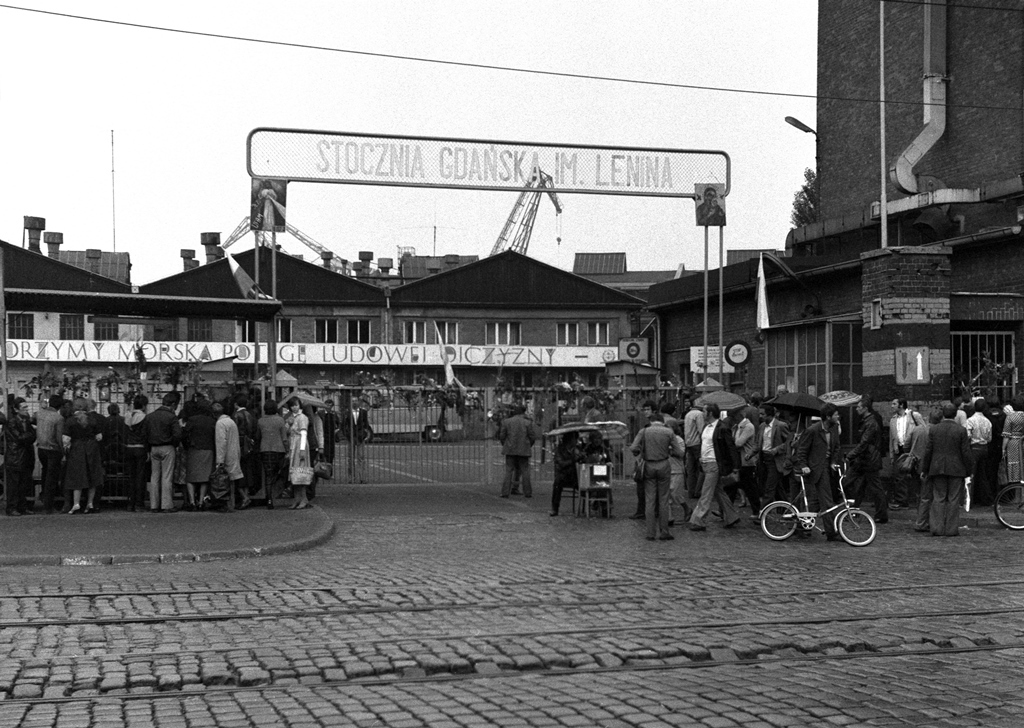
Brama nr 3 Stoczni Gdańskiej im. Lenina, przy której spotykają się Agnieszka i Maciej Birkut (zdjęcie zrobione w sierpniu 1980)

Akcja Człowieka z marmuru toczy się w 1976 roku. Agnieszka, młoda studentka szkoły filmowej, zamierza zrealizować film o młodości ojca spędzonej w latach 50. XX wieku. Jednak redaktor telewizyjny odrzuca jej projekt, zamiast tego proponując jej realizację filmu o przodownikach pracy z tego samego okresu, który wyeksponowałby osiągnięcia przemysłowe epoki stalinizmu. Redaktor daje Agnieszce jedynie dwadzieścia jeden dni na ukończenie filmu. Agnieszka przyjeżdża z ekipą filmową do Muzeum Narodowego w Warszawie. Podczas gdy jeden z członków ekipy rozmawia z kustoszką, Agnieszka zakrada się do magazynu, w którym dostrzega marmurowy posąg Mateusza Birkuta, nowohuckiego przodownika pracy. Wówczas zabiera kamerę znajdującemu się przy niej operatorowi zdjęć, by uchwycić z ręki posąg Birkuta.
W sali projekcyjnej Agnieszka ogląda odrzucone „z przyczyn technicznych” materiały zrealizowane przez reżysera Jerzego Burskiego, obecnie sławnego reżysera filmowego, które przedstawiają warunki pracy robotników w Nowej Hucie, a następnie – utrzymany w tonie propagandowym film tego samego filmowca pod tytułem Oni budują nasze szczęście. Agnieszka decyduje się spotkać z Burskim, kiedy ten przylatuje samolotem na Okęcie. Towarzyszy mu w drodze do jego wilii i opowiada mu o swoich planach stworzenia własnego filmu. Burski dzieli się z nią informacją o kulisach, które przyczyniły się do uzyskania przez Birkuta statusu przodownika pracy. Jako początkujący dokumentalista Burski zainscenizował wraz z sekretarzem Jodłą bicie rekordu w układaniu cegieł. Birkutowi udało się pobić rekord, zdobyć sławę oraz otrzymać mieszkanie, a na jego cześć wykonana została marmurowa rzeźba, wystawiona na II ogólnopolskiej wystawie plastyki w Zachęcie. Birkut jako instruktor w Zjednoczeniu jeździł po budowach wraz ze swym przyjacielem Witkiem oraz funkcjonariuszem Urzędu Bezpieczeństwa Michalakiem, ucząc nowych metod murowania.
Agnieszka dociera do Michalaka, który opowiada jej o incydencie, który przerwał jego współpracę z Birkutem. W trakcie jednego z pokazów murowania Birkut otrzymał rozpaloną cegłę i doznał dotkliwych oparzeń ręki, a o ów akt sabotażu został oskarżony Witek. Jak opowiada Michalak, Birkut nie mógł wskutek zaistniałych wydarzeń dłużej pracować. Nie rozumiejąc, co stało się z Witkiem, Birkut dopiero po pewnym czasie dowiedział się, że jego przyjaciel został aresztowany. Próbując pomóc Witkowi, Birkut stracił pracę oraz mieszkanie, mimo że jego żona Hanka Tomczyk była w ciąży. Rozgoryczony dawny przodownik pracy rozbił cegłą, którą zachował na pamiątkę swojego pierwszego rekordu, okno krakowskiego Urzędu Bezpieczeństwa.
Redaktor telewizyjny jest niezadowolony z rezultatów pracy Agnieszki i żąda od niej, żeby nie roztrząsała tematu niewygodnego dla władzy. Zamiast tego proponuje jej spotkanie z samym Witkiem, obecnie pełniącym funkcje kierownicze w Hucie Katowice. Przedtem jednak Agnieszka dociera do materiału z nigdy niewykorzystanym sprawozdaniem z procesu o szpiegostwo, który został wytoczony Witkowi i innym pracownikom budownictwa. Birkut, choć zeznawał jako świadek, swoją odważną postawą przyczynił się do tego, że sam został skazany. Witek, rozmawiając z Agnieszką, informuje ją, że po amnestii Birkut poszukiwał swojej dawnej żony Hanki, która wyparła się go i osiadła w Zakopanem. Agnieszka decyduje się spotkać z Hanką, obecnie zamężną z ajentem gastronomii, a na koniec przyjeżdża do rodzinnej wsi, w której Mateusz mieszkał z synem Maćkiem.
Zebrawszy materiał filmowy, Agnieszka wraca do Warszawy, gdzie redaktor telewizyjny dyskwalifikuje jej pracę, tłumacząc swą decyzję tym, że Agnieszka nie odnalazła bohatera swego dokumentu. Zbyt późno Agnieszka dowiaduje się, że syn Birkuta, Maciek, nosi nazwisko swojej matki. Zrezygnowana dziewczyna wraca do ojca – kolejarza, mieszkającego w małym miasteczku. Ojciec namawia ją jednak do ukończenia śledztwa bez materiału filmowego, aby mogła wyjaśnić, co się stało z Birkutem. Wówczas Agnieszka wyjeżdża do Gdańska, gdzie przed bramą Stoczni Gdańskiej zagaduje Maćka Tomczyka, syna Birkuta. Maciek mówi jej, że jego ojciec nie żyje, nie podając jednak szczegółów. Agnieszka prosi go o przyjazd do Warszawy. W ostatniej sekwencji filmu oboje zmierzają do studia telewizyjnego, zamierzając spotkać się z redaktorem.

## Obsada
Źródło: FilmPolski.pl

- Jerzy Radziwiłowicz – Mateusz Birkut / Maciek Tomczyk (syn Birkuta)
- Krystyna Janda – Agnieszka
- Jacek Domański – dźwiękowiec Agnieszki
- Leonard Zajączkowski – Leonard Zajączkowski, operator Agnieszki
- Tadeusz Łomnicki – reżyser Jerzy Burski
- Jacek Łomnicki – młody reżyser Burski
- Michał Tarkowski – Witek
- Piotr Cieślak – Michalak
- Wiesław Wójcik – sekretarz Jodła
- Krystyna Zachwatowicz – Hanka Tomczyk
- Wiesław Drzewicz – właściciel Ostoi w Zakopanem, mąż Hanki Tomczyk
- Magda Teresa Wójcik – montażystka
- Zdzisław Kozień – ojciec Agnieszki
- Kazimierz Kaczor – pułkownik UB
- Ewa Ziętek – sekretarka
- Dorota Stalińska – fotoreporterka
- Irena Laskowska – pracownica Muzeum Narodowego
- Jerzy Moniak – inżynier Moniak, zastępca Witka na budowie Huty Katowice
- Krzysztof Kiersznowski – robotnik, nie wymieniony w czołówce
- Bogusław Sobczuk – redaktor TV
- Elżbieta Borkowska – blondynka na castingu striptizerek
- Henryk Łapiński – Marcin Pawlusiak, współoskarżony wraz z Witkiem
- Andrzej Grąziewicz – sędzia na procesie Witka
- Edmund Karwański – prokurator na procesie Witka
- Zdzisław Szymborski – przedstawiciel dyrekcji obrzucony kiełbikami

i inni

## Produkcja

### Scenariusz

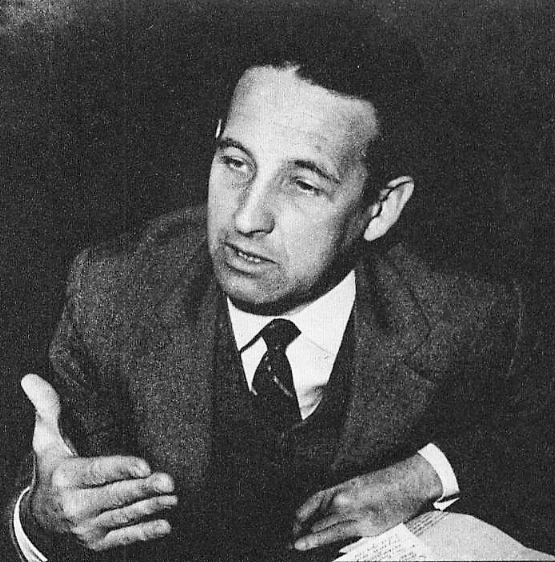
Andrzej Wajda (1978)

W 1962 roku, po klęsce Samsona, Andrzej Wajda poszukiwał materiału na film osadzony we współczesności. Szef Zespołu Filmowego „Kamera”, Jerzy Bossak, zaproponował mu jako temat znalezioną w gazecie historię przodownika pracy z czasów stalinowskich, Piotra Ożańskiego, który po latach nie mógł znaleźć zatrudnienia . Napisanie scenariusza Wajda zlecił Aleksandrowi Ściborowi-Rylskiemu, zalecając mu, żeby historia przodownika pracy została opowiedziana z perspektywy młodej reżyserki, Agnieszki. Wzorem dla filmowej Agnieszki miała być poetka Agnieszka Osiecka, która w latach 1957–1962 studiowała reżyserię w Państwowej Wyższej Szkole Filmowej w Łodzi. Tekst scenariusza ukazał się 4 sierpnia 1963 roku na łamach tygodnika „Kultura”, jednak jego realizacja w postaci filmu okazała się niemożliwa, gdyż podważał on cały system przodownictwa pracy.
Dopiero po sukcesie Ziemi obiecanej (1974), któremu Wajda zawdzięczał dobre stosunki z ministrem kultury, reżyser sięgnął jeszcze raz po scenariusz Ścibora-Rylskiego. Do tej decyzji popchnęła filmowca porażka jego ostatniej adaptacji dzieła literackiego – Smugi cienia (1976), co skłoniło Wajdę do realizacji filmu o tematyce współczesnej. W dawnym scenariuszu wprowadzony został jednak szereg zmian. O ile w wersji z 1963 roku Agnieszka nie miała śmiałości przyznać się do swego projektu żyjącemu Birkutowi, kończąc scenariusz słowami: „Trzeba na niego poczekać”, o tyle w finalnym projekcie miała się cechować większą inicjatywą. Ponadto nazwisko uznanego reżysera zostało zmienione: w scenariuszu figurował jako Brus, ale po wydarzeniach marcowych 1968 roku mógł się kojarzyć z Włodzimierzem Brusem, przymusowym emigrantem. Brus stał się wobec tego reżyserem Burskim, a zarówno Wajda, jak i Ścibor-Rylski deklarowali, że utożsamiają się z postacią realizatora. Również pierwotne nazwisko Michalaka, Michnik, poddano zmianie w celu uniknięcia aluzji do uczestników marca 1968 roku. Ponadto, o ile pierwotna wersja scenariusza zawierała nieokreślone miejsce akcji (Nowe Miasto), zaktualizowany wariant Człowieka z marmuru dotyczył już bezpośrednio Nowej Huty.
Do realizacji Człowieka z marmuru wymagana była jednak zgoda ministra kultury. Sprawujący tę funkcję Józef Tejchma, ryzykując utratę stanowiska w wyniku samowolnego podjęcia decyzji bez konsultacji, 3 lutego 1976 roku dał Wajdzie formalną zgodę na skierowanie scenariusza do realizacji. Skompletowawszy ekipę filmową z kierowniczką produkcji Barbarą Pec-Ślesicką, scenografem Allanem Starskim oraz operatorem zdjęć Edwardem Kłosińskim, Wajda zamierzał uczynić swoją asystentką Agnieszkę Holland. Jednakże do Zespołu Filmowego „X” przyszło polecenie, by odsunąć Holland od realizacji filmu pod groźbą zawieszenia produkcji filmu. Wajda musiał zwolnić Holland, jednak wydarzenie to wpłynęło na jego dalsze relacje z władzami.

### Zdjęcia
Dobierając obsadę, Wajda poszukiwał do uwspółcześnionej roli Agnieszki kogoś, kto będzie grał młodą, bardzo zaangażowaną dziennikarkę. Po zdjęciach próbnych z młodymi aktorkami reżyser zdecydował, że w roli Agnieszki pojawi się Krystyna Janda, która występowała wcześniej w spektaklu telewizyjnym Trzy siostry Aleksandra Bardiniego. Wybór niedoświadczonej aktorki wywołał kontrowersje w ekipie filmowej, a Wajda długo zwlekał z podjęciem odpowiedniej decyzji. Kiedy już jednak ustalono, że Janda będzie Agnieszką, Wajda dał jej „jedno zadanie: [...] wszystkich zainteresować, zbulwersować, zdenerwować”. Dlatego też Janda zdecydowała, że będzie zachowywać się na planie jak rówieśnicy z liceum plastycznego, założyła również modną w owym kręgu dżinsową kurtkę, a ekipa nakazała jej nosić ze sobą również amerykański worek. Jednocześnie reżyser chciał nadać Jandzie-Agnieszce tragiczny ton. Jak opowiadała po latach Janda, „Wajda chciał, żebym ja zagrała Antygonę, Fedrę, Medeę... Żeby to było coś ostatecznego”. Powaga całego projektu oraz rola, jaką miała w nim odegrać Janda, doprowadzała ją niemal do załamania nerwowego, które zdołała przezwyciężyć. W efekcie narodziła się jedna z najbardziej fascynujących postaci kina polskiego – niepokorna reżyser nosząca męski strój i odsłaniająca prawdę o epoce stalinowskiej.
Łatwiejsze zadanie do wykonania miał Jerzy Radziwiłowicz, znany Wajdzie z ról w Starym Teatrze, który wystąpił w rolach Mateusza Birkuta oraz jego syna Maćka Tomczyka. Postać Maćka została wprowadzona do filmu w ostatnim momencie, gdyż Wajda przez długi czas nie mógł zdecydować się, jaki powinien być koniec poszukiwań Birkuta prowadzonych przez Agnieszkę. Zamykająca film scena, kiedy Maciek i Agnieszka idą korytarzem w budynku telewizji, została zrealizowana jako ostatnia.
Edward Kłosiński, realizując zdjęcia do Człowieka z marmuru, miał za zadanie również spreparować kronikę filmową stylizowaną na dokumenty okresu stalinowskiego. Kłosiński i Wajda dążyli do tego, aby fałszywa kronika była nieodróżnialna od prawdziwych, takich jak Polska Kronika Filmowa, dlatego też operator przygotował na tę okoliczność stare obiektywy ze specjalnymi filtrami. Posąg Birkuta odlał rzeźbiarz Adam Roman, wykładowca na Akademii Sztuk Pięknych w Warszawie.
Zdjęcia do filmu powstały w następujących lokacjach: Gdańsk (przystanek SKM Gdańsk Stocznia), Katowice, Kraków (Nowa Huta, ul. Floriańska, dworzec PKP Kraków Główny), Zakopane, Warszawa (Trasa Łazienkowska, gmach główny Politechniki Warszawskiej przy placu Politechniki, osiedle Latawiec przy Alei Wyzwolenia, gmach "Zachęty" przy placu Małachowskiego, gmach TVP przy ul. Woronicza, ul. Marszałkowska, Muzeum Narodowe, Aleja Jana Pawła II, Port lotniczy Okęcie, Aleje Jerozolimskie w okolicach Dworca Centralnego, Pałac Kultury i Nauki), stacja kolejowa Bielany Podlaskie, Dąbrowa Górnicza (Huta Katowice przy Alei Piłsudskiego), pałac w Kozłówce.
Człowiek z marmuru został ukończony w październiku 1976 roku. Żeby możliwe było jego rozpowszechnianie, Wajda zaprosił Tejchmę na pokaz filmu do Wytwórni Filmów Dokumentalnych i Fabularnych. Jeszcze raz ryzykując odejście w polityczny niebyt, Tejchma zdecydował się zaprosić Wajdę, Ścibora-Rylskiego oraz Bolesława Michałka na rozmowę w Ministerstwie Kultury. Po burzliwej dyskusji minister kultury zdecydował się wpuścić film na ekrany, jednakże niektóre sceny (na przykład spotkanie Agnieszki i Maćka przy grobie Birkuta) musiały zostać nakręcone od nowa. Premiera Człowieka z marmuru odbyła się 25 lutego 1977 roku.

## Odbiór

### Odbiór w Polsce
Gdy Człowiek z marmuru ukazał się na ekranach polskich kin, wzbudził konsternację wśród decydentów politycznych. Premier Piotr Jaroszewicz odwołał ze stanowiska szefa Komitetu Kinematografii, Mieczysława Wojtczaka, zastępując go wiernym linii partii, wrogim Wajdzie Januszem Wilhelmim. W następstwie zaistniałych wydarzeń Tejchma podał się do dymisji, a Jaroszewicz nakazał, aby w prasie pojawiały się jedynie negatywne recenzje filmu Wajdy.
Przykładowo, Włodzimierz Sorowski z „Ekranu” w swym pamflecie zarzucał Wajdzie „przegięcie” i wyrażał obawy, czy pojawienie się następców Wajdy nie byłoby autentycznym „horrorem”. Zbigniew Kłaczyński pisał dla „Filmu”, iż „Wajdzie nie udało się zintegrować wizji dramatu z optymistyczną przecież wizją rozwoju”. Z kolei Wojciech Wierzewski na łamach „Trybuny Ludu” krytykował film za „niepotrzebną skłonność do przejaskrawień i zbyteczną dziś zapiekłość w obrachunku z czasem minionym”. Wojciech Roszewski z „Kultury” grzmiał, że Ścibor-Rylski i Wajda posłużyli się „kłamstwem występującym w aureoli prawdy”. Filmu próbował bronić Wiktor Woroszylski na łamach „Więzi”, który przyznał, że postać Birkuta odczytywał przez pryzmat swego pokolenia: „przecież ja tam byłem, rozładowywałem nocą cegły na nowohuckiej bocznicy, brnąłem w błocie, spałem z junakami na wielkiej sali […]”. Konkluzję Woroszylskiego, iż „stoimy u progu renesansu filmu polskiego”, w chwili wydania wycięła jednak cenzura. W recenzji z 1980 roku Krzysztof Kłopotowski z „Literatury” bronił Wajdy, uznając, że reżyser „przedstawił pewną historię, lecz zostawił pole dla różnych jej ocen. Właśnie ten obiektywizm wywołał furię. Nagonka na reżysera odsłoniła strach naganiaczy”.
Negatywne recenzje w chwili wydania nie przełożyły się na wyciszenie atmosfery panującej wokół filmu Wajdy, a pomimo ograniczeń w jego rozpowszechnieniu na pokazy Człowieka z marmuru przyszło 2,5 miliona widzów. W następstwie nagonki przypuszczonej na Człowieka z marmuru Wilhelmi tak dobrał skład jury Festiwalu Polskich Filmów Fabularnych, aby zasiadali w nim sympatyzujący z władzą Czesław Petelski oraz Bohdan Poręba. Dlatego też filmowi Wajdy nie przyznano żadnej nagrody, a główna statuetka powędrowała do Krzysztofa Zanussiego za Barwy ochronne (1976). Zanussi odmówił jednak odebrania nagrody, okazując solidarność z dziełem Wajdy. Część polskich dziennikarzy na czele z Jerzym Płażewskim zaprotestowała symbolicznie wobec decyzji jury, przyznając Wajdzie Nagrodę Dziennikarzy, wręczoną reżyserowi przez Andrzeja Ochalskiego.

### Odbiór poza Polską
Człowiek z marmuru miał również problemy z dotarciem do publiczności za granicą. Dopiero w 1978 roku Przedsiębiorstwo Film Polski sprzedało film francuskiemu dystrybutorowi Tony’emu Molière’owi, który skontaktował się z dyrektorem artystycznym Festiwalu Filmowego w Cannes. W przedostatnim dniu festiwalu Molière zaprezentował dzieło Wajdy poza konkursem w Pałacu Festiwalowym. W uznaniu dla reżysera dziennikarze przyznali mu nagrodę FIPRESCI. Robert Linhart w recenzji dla „Cahiers du cinéma” uznał „siłę rzeczywistości, która przenika ten film […] za niemal cudowną, aż do najdrobniejszego szczegółu”. Recenzent „Le Monde” pisał, iż Człowiek z marmuru sprawił „doskonałą, prawdziwą niespodziankę” na festiwalu w Cannes, natomiast Vincent Canby na łamach „The New York Timesa” określił film mianem „Obywatela Kane’a w polskim stylu” . Lenny Rubinstein z „Cinéaste” wyraził podziw dla czynu politycznego Wajdy, twierdząc: „Będąc człowiekiem, którego otacza już mit, mógłby spocząć na laurach, zająć się łatwymi, bezpiecznymi tematami i uniknąć w ten sposób konfrontacji z widzami […], Wajda wydaje się zawsze drążyć najbardziej ryzykowne zagadnienia”. Janina Falkowska w swej analizie dzieła Wajdy stwierdziła, że jego ogólny odbiór w zagranicznych mediach był entuzjastyczny, a Wajdę chwalono za odwagę, dziennikarską rzetelność w prezentacji wydarzeń, oryginalną wizję i znakomitą obsadę.

### Analizy i interpretacje
Kontrowersje w późniejszych analizach filmowych wzbudziły dwie kwestie: romantyzacja postaci Birkuta oraz mimowolne naśladownictwo estetyki socrealistycznej przez samego reżysera. Jak zauważyła Falkowska, kamera filmuje postać Birkuta, wytwarzając wokół niego wizualny efekt aureoli, a tym samym dokonując jego apoteozy. Z drugiej strony, zdaniem Paula Coatesa, problem z odbiorem filmu rodzi przedstawienie architektury doby „dekady sukcesu”; współczesne budynki warszawskie, jak również Huta Katowice, zostały sfilmowane w ciepłej, pogodnej kolorystyce, budzącej w widzu dysonans poznawczy.
Jednocześnie, jak stwierdził Tadeusz Lubelski w swojej analizie filmu, Człowiek z marmuru jest osobistym rozliczeniem Wajdy z okresem socrealizmu, do którego reżyser przyłożył rękę jako asystent przy dwóch propagandowych filmach: Trzech opowieściach oraz Piątce z ulicy Barskiej. Reżyser w poczuciu winy umieścił swoje nazwisko (jako asystent reżysera) w napisach początkowych fikcyjnego filmu socrealistycznego Oni budują nasze szczęście. Zarazem Wajda rozpoczął nowy etap swojej twórczości, budując nową formację filmową.
Do powodzenia Człowieka z marmuru, zdaniem Krzysztofa Kornackiego, przyczynił się dodatkowy kontekst. W 1976 roku, kiedy powstawał film, wybuchły strajki w Radomiu i Ursusie, wtedy też powstał Komitet Obrony Robotników. Według Kornackiego „film Wajdy wpisał się idealnie – niemal programowo – w postulaty KOR-owców. Nie przypadkiem więc obraz wpadł w oko partyjno-rządowego cyklonu i stał się de facto elementem wielkiej polityki”.

## Znaczenie
Człowiek z marmuru jest powszechnie uznawany za dzieło, które nadało impet formacji artystycznej znanej jako kino moralnego niepokoju . Bezpośrednio do dzieła Wajdy odwołał się przede wszystkim Krzysztof Zanussi, w którego filmie Barwy ochronne (1976) jako element dekoracji pojawia się posąg Birkuta . Z kolei Barbara Sass w swoim filmie Bez miłości (1978) zaproponowała inny typ dziennikarki aniżeli Agnieszka. Bohaterka Bez miłości, Ewa, w odróżnieniu od Agnieszki działa całkowicie samotnie, reprezentuje również bardziej cyniczną postawę życiową, motywowaną niepewnym statusem zawodowym.
Po latach w ironicznym tonie do dzieła Wajdy nawiązał Konrad Szołajski, realizując film Człowiek z... (1993), w którym zapożyczenie tytułu stanowiło punkt wyjścia dla delikatnej kpiny z etosu solidarnościowego. Natomiast formuła dziennikarskiego śledztwa, która pojawiła się w filmie Wajdy, po transformacji ustrojowej została zapożyczona przez Krzysztofa Krauzego i Antoniego Krauzego. Film pierwszego z wymienionych reżyserów, Gry uliczne (1996), miał „podobnie jak Człowiek z marmuru, dokonywać rozrachunku z przeszłością, która zadecydowała o dniu dzisiejszym”, spekulując na temat przyczyn śmierci Stanisława Pyjasa. Na filmie Wajdy wzorował się również drugi ze wspomnianych realizatorów, kręcąc film Smoleńsk (2016), w którym również pojawiła się postać ambitnej dziennikarki będącej na tropie przyczyn katastrofy smoleńskiej w 2010 roku. Podobnie jak Agnieszka z Człowieka z marmuru, bohaterka Smoleńska również nabiera pewności siebie po spotkaniu z ojcem.
Człowiek z marmuru był pierwszym ogniwem tak zwanej trylogii robotniczej Wajdy. Więcej informacji na temat losów rodziny Birkutów znalazło się w Człowieku z żelaza (1981), którego akcja toczy się w Gdańsku podczas wydarzeń sierpniowych 1980 roku. Trylogię dopełnił film Wałęsa. Człowiek z nadziei (2014), w którym Wajda jeszcze raz nawiązał do wydarzeń z lat 70. i 80. XX wieku, widzianych tym razem przez pryzmat biografii Lecha Wałęsy.